# Пражский лингвистический кружок
Пражский лингвистический кружок (фр. Cercle linguistique de Prague, чеш. Pražský lingvistický kroužek; также Пражская лингвистическая школа) — один из основных центров структурной лингвистики. Основан в 1926 году чешским лингвистом Вилемом Матезиусом, распался в 1953 году. К направлению кружка относятся также определения Пражский структурализм, Пражская школа функциональной лингвистики.

## История
Среди деятелей кружка были Вилем Матезиус (основатель), Николай Трубецкой, Роман Якобсон, Сергей Карцевский, Франтишек Травничек, Богуслав Гавранек, Йозеф Вахек, Владимир Скаличка, Богумил Трнка, Леонтий Копецкий, Ян Мукаржовский.
Кружок издавал серию своих «Трудов» (фр. Travaux du Cercle linguistique de Prague), со статьями на разных языках), а с 1935 года — периодический журнал на чешском языке Slovo i slovesnost.
Теоретические взгляды членов Пражского лингвистического кружка, объединённых интересом к проблемам общего языкознания, изложены в «Тезисах Пражского лингвистического кружка», предложенных I Международному съезду славистов (Прага, 1929).

## Деятельность
Пражская лингвистическая школа пришла к достаточно правильному пониманию функционирования языковой системы. Пражцы первыми пришли к пониманию языка как системы отношений, точнее оппозиций. При этом задачей исследования для них являлось вскрыть сложную и запутанную связь этих оппозиций.

### Общетеоретические, лингвистические, философские основания пражской школы структурализма
- Фонологические воззрения ПЛК
  - Звуки речи и звуки языка
  - Три аспекта фонологии
  - Функции признаков звуков языка в экспликативном плане
  - Учение о смыслоразличении
  - Правила отличения фонем от вариантов
  - Правила отличения фонем от фонемосочетаний
  - Учение о системе оппозиций
  - Система оппозиций в целом
- Морфологическое учение ПЛК
- Синтаксическая теория языка

### Теория и методология школы
- Выдвижение принципов структурного описания языка. Определение языка как системы средств выражения, как функциональной системы, обладающей целевой направленностью.
- Формулирование принципов функционального описания языка.
- Исследования поэтического языка с его особыми явлениями в области фонологии, морфологии, синтаксиса и лексики.
- Разграничение фонологии и фонетики, выдвижение понятия фонологических оппозиций, определение фонемы как «пучка» различительных признаков, разработка типологии фонологических оппозиций.
- Система грамматических оппозиций.
- Использование методов структурного анализа в изучении морфологии и синтаксиса.
- Вопросы типологии языков и проблема языковых союзов.

## Современная организация
В XXI веке в Праге существует ассоциация с тем же названием «Пражский лингвистический кружок». Её цель - внести вклад в знание о языке и связанных знаковых систем в соответствии с функционально-структурными принципами.